# Filiínos
Filiínos (Philiini) é uma tribo de coleópteros da subfamília Philinae, que compreende 28 espécies em seis gêneros.

## Gêneros
- Aliturus (Fairmaire, 1902)
- Doesus (Pascoe, 1862)
- Heterophilus (Pu, 1988)
- Mantitheus (Fairmaire, 1889)
- Philus (Saunders, 1853)
- Spiniphilus (Lin & Bi, 2011)